# Coup d'État de 1978 aux Comores
Le coup d'État de 1978 aux Comores, également appelé opération Atlantide, est perpétré le 13 mai 1978 par des mercenaires français dirigés par Robert « Bob » Denard. Il aboutit au renversement du président Ali Soilih,, au pouvoir depuis 1976, et à l'instauration de la république fédérale islamique des Comores (RFIC), qui sera elle-même remplacée en 2001 par l'Union des Comores.
Ce coup d'État est nommé « opération Atlantide » par Denard, qui acquiert, avec l'aide de Pierre Guillaume, officier de la Marine nationale, le bateau Antinea pour réaliser ce putsch. Son équipe, composée d'une cinquantaine de mercenaires, embarque à Lorient (Bretagne) pour se rendre secrètement à Moroni, la capitale comorienne, sous couverture d'une société de recherche sismique et géophysique devant se rendre en Terre de Feu (Amérique du Sud). Le matin du 13 mai 1978, les mercenaires débarquent sur la plage d'Itsandra Mdjini, sur l'île de Grande Comore, prennent en quatre heures le contrôle de Moroni et emprisonnent Ali Soilih, qui sera assassiné deux semaines après son arrestation.

## Préparatifs
En février 1977, Bob Denard tient une réunion avec ses lieutenants et des membres de l’opposition comorienne  afin de monter une opération militaire contre le régime pro-communiste d’Ali Soilih. 
Plusieurs scénarios sont envisagés, et finalement en octobre 1977 c’est l’assaut amphibie qui est choisi.
Hugues de Tressac, l'un des mercenaires recrutés, explique avoir été approché dès avril 1977 pour une mission qui est reportée plusieurs fois.
Le jeune homme, déjà vétéran de la guerre en Rhodésie, explique que le SDECE était informé de l'opération.
En effet, après une première rencontre avec Denard, il accompagne ce dernier au siège des services spéciaux français, boulevard Mortier à Paris.
De Tressac est présenté comme le "radio », le transmetteur de Denard. Avec un chiffreur du SDECE, il met au point une procédure de communication codée via le livre de Lawrence d'Arabie, Les Sept Piliers de la Sagesse.
En décembre 1977, avec l'aide de Pierre Guillaume, le célèbre Crabe-Tambour, Denard rachète un vieux chalutier, le Cap Fagnet. Le navire est réparé et des essais en mer ont lieu au large de l'archipel des Glénan.
Concernant l'équipement de ses hommes, Denard leur distribuera le paquetage suivant : un treillis noir, un bonnet en laine noire, un ceinturon, un treillis camouflé et un béret vert. Il faut y ajouter l’élément indispensable à tout soldat : une bonne paire de chaussures, en l’occurrence des rangers.
Par discrétion, Denard achète des fusils de chasse de calibre 12, à pompe ou semi-automatique dans des armureries de la région bordelaise. En effet, la législation française sur les armes à feu était beaucoup moins restrictive qu'aujourd'hui, car ces armes s’achetaient avec une carte nationale d’identité. De Tressac est ainsi armé d'un fusil de marque Breda, fabriqué en Italie. Ces armes sont très efficaces pour le combat rapproché en milieu clos (combat en jungle, en zone urbaine…) mais leur portée est bien moins importante que des fusils à canon rayé. Denard précise que certains de ses hommes ont amené leur pistolet personnel (on ignore s'ils ont été acquis de façon licite ou via le marché noir), et il emporte lui-même un revolver .38 Special. 
Le recrutement des mercenaires débute dès 1977 comme on a pu le voir avec de Tressac. Le recrutement voit différentes générations d'hommes se côtoyer. Les plus anciens, comme Michel Loiseau, Roger Bruni ou Roger Bracco, ont combattu au Congo et au Biafra aux côtés de Bob Denard et sont les plus expérimentés. D'autres, plus jeunes, ont reçu une formation d'officier, comme le médecin Jean-Louis Millotte, Jean-Baptiste Pouye et Bruno de la Chapelle (les deux hommes combattront ensemble au Tchad avec De Tressac en 1982). 
Les plus jeunes des mercenaires ont tout juste la vingtaine, et certains connaissent leur baptême du feu au Liban en 1976 aux côtés des Phalangistes de Bachir Gemayel.

## Déroulement de l'opération
Au total, le commando comporte entre 30 et 46 hommes, et une partie, dont l'équipage qui ignore tout de la mission, embarque sur l'Antinéa depuis le port de Lorient le 22 mars 1978. 
Après cinq jours de mer, l'Antinéa fait ensuite escale aux Canaries le 27 mars, le temps d'embarquer le gros des effectifs et de procéder à un carénage.
Bob Denard précise qu’il se rend à l’aéroport de La Palma le soir du 15 avril 1978 pour accueillir le restant de ses soldats de fortune.
Au niveau du cap de Bonne-Espérance, l'Antinéa vire à bâbord et non à tribord comme l'imaginaient les marins.
Dans la nuit du 12 au 13 mai, le chalutier arrive aux Comores et mouille dans la baie d'Itsandra à quelques kilomètres au nord de Moroni, la capitale.
Bob Denard dévoile alors le but véritable de la mission et fait distribuer les armes à ses hommes.
De Tressac indique qu’en raison d’une météo mauvaise, il lui est impossible de joindre le siège du SDECE à Paris.
22 mercenaires répartis en trois escouades prennent place à bord de Zodiac et débarquent sur la plage sans être repérés. Michel Loiseau et d'autres mercenaires restent à bord pour surveiller l'équipage mais également pour recueillir le commando en cas d'échec.
Un premier groupe, composé de vétérans, s'empare du camp de l'armée comorienne situé à Voidjou. Trois soldats sont abattus dans la fusillade, les autres militaires se rendent. Les conseillers militaires tanzaniens encadrant l’armée comorienne n’opposent aucune résistance.
Une deuxième équipe, commandée par le vétéran belge du Congo, Bracco, et par Milotte s’empare de la radio ainsi que de l’état-major du Commando Moissi, la milice du régime.
Bob Denard prend la tête de la troisième escouade et se dirige vers le palais présidentiel.
Cette dernière équipe est composée de combattants plus jeunes comme Pouye, de Tressac, Pochez, et d’autres.
Une sentinelle du palais est éliminée au couteau afin d’éviter de donner l’alerte.
Plusieurs témoins indiquent alors qu’une voiture de fabrication française (Renault ou Citroën ?) fait irruption à toute vitesse. Les mercenaires ouvrent aussitôt le feu sur le véhicule, neutralisant ses trois occupants. Il s’agissait de l’inspecteur Amada, chef de la police secrète du régime et de deux de ses adjoints.
Une partie de l’escouade fait prisonniers les matons de la prison locale pendant que le reste du groupe pénètre dans le palais présidentiel.
Le combat s’engage avec les gardes- des miliciens du commando Moissi, puis ces derniers se rendent et sont désarmés.
Pour finir, Ali Soilih est fait prisonnier dans sa chambre.
Contacté par radio, l’équipage de l’Antinéa s’approche du port pour s’amarrer aux quais.
Des mercenaires de la deuxième équipe rejoignent l’Antinéa au moyen d’une barque chargée des prises de guerre.
Michel Loiseau réceptionne la cargaison qui consiste en armes récupérées sur l’armée comorienne : des armes de poing et des fusils d’assaut italiens et soviétiques (Kalachnikov).
À terre, l’escouade de Denard troque elle aussi ses fusils de chasse pour des fusils d’assaut et libère les prisonniers politiques.
La nouvelle du coup d’État parvient rapidement à la population comorienne, qui accueille les mercenaires en libérateurs. Michel Loiseau, alors toujours à bord du navire, raconte que Denard, pris par l’émotion, le contacte par radio et compare leur situation à la « Libération de Paris ».
Le bilan humain s’évalue à sept morts et quelques blessés dont un seul du côté des mercenaires.
Le lendemain, les mercenaires français vont sur les autres îles de l’archipel, Mohéli et Anjouan.
Si la population de Mohéli accueille sans hostilité les mercenaires, l’affaire paraît moins assurée pour Anjouan.
En effet, cette île est le fief d’Ali Soilih, où se trouve également une base militaire comprenant 600 soldats. Roger Bracco et un autre mercenaire s’y rendent avec l‘avion Cessna de Soilih, et parvient à bluffer les soldats comoriens, qui se rendent sans résistance.
C’est une fois toute menace enlevée qu'Ahmed Abdallah arrivera une semaine après la réussite du coup d’État, pour devenir président de la République.